# Fredrik Hultén
Fredrik (Fred) William Hultén, född 13 mars 1919 i Malmö, död 1980, var en svensk posttjänsteman och målare.
Han var son till skomakaren Hjalmar Hultén och Emilia Jonasdotter och från 1943 gift med Britta Nilsson Han var far till Bo Hultén. Hultén studerade en kortare tid vid Skånska målarskolan i Malmö samt för André Lhote i Paris 1951 samt under en studieresa till Spanien. Han medverkade i utställningar med Skånes konstförening under 1950-talet. Tillsammans med Eve Eriksson, Hans Billgren och Fred Åberg ställde han ut på Konstnärscentrum i Malmö 1977. Hans konst består av stilleben, figursaker och landskap från Skåne huvudsakligen i olja.